# 富田勝
富田 勝（とみた まさる、1946年10月11日 - 2015年5月26日）は、大阪府大阪市天王寺区出身のプロ野球選手（内野手・外野手、右投右打）・解説者・タレント・実業家。大学時代は同期の田淵幸一、山本浩司（浩二）と共に「法政三羽ガラス」と呼ばれた。

## 経歴

### プロ入りまで

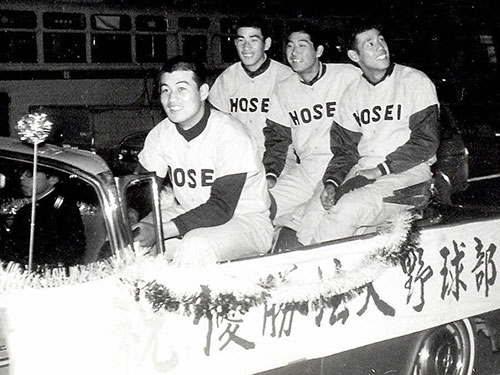
優勝パレード
左から小林郁夫、山本浩司（浩二）、富田勝、田淵幸一

興國高校では2年次の1963年に秋季近畿大会へ進むが、1回戦で海南高のエース・山下慶徳に抑えられ7回コールド負け。3年次の1964年には夏の甲子園府予選でも準々決勝に進出するが、阿野鉱二、堀井和人のいた明星高に9回逆転負けで甲子園には届かなかった。高校卒業後は1965年に法政大学経済学部へ進学し、東京六大学野球リーグでは在学中に3度のリーグ優勝を経験。4年次の1968年の大学全日本選手権では、1年下のエース・山中正竹の好投もあり、決勝で駒大を降し優勝。田淵、山本と共に「法政三羽ガラス」と呼ばれ、リーグ屈指の内野手として鳴らした。リーグ通算67試合出場、248打数75安打、打率.302、8本塁打、43打点。ベストナイン（三塁手）2回選出。

### 現役時代

#### 南海時代
同年のドラフト1位で南海ホークスに入団。富田は「阪神が指名の意向」と聞いていたが、各球団の駆け引きの結果12球団で唯一話のなかった南海に指名されてびっくりした。
1969年は後半からサードのレギュラーになる。
1970年には開幕から三塁手、三番打者に定着して全130試合に出場。自己最多の23本塁打を放ち、規定打席にも到達してリーグ10位の打率.287を記録した。リーグ最多の95得点。10月22日の最終戦・ロッテ戦（東京）では四番打者で先発出場しており、その時の一番打者は、他の129試合は四番を打っている野村克也選手兼任監督であった。
だがその後に鶴岡一人元監督の大学の後輩ということもあり、チーム内で起きた派閥争いのあおりで野村監督との関係も決裂、成績もやや低下して出場機会が減少。1971年は左翼手も兼ねるが打撃面で今一つ伸び悩む。
1972年は故障のため8月から先発を外れた。

#### 巨人時代
1973年、衰えの目立つ長嶋茂雄の後継三塁手候補として、川上哲治監督からの強い要望があり、山内新一、松原明夫との交換トレードで読売ジャイアンツに移籍。同年は土井正三や黒江透修の陰に隠れて44試合出場にとどまるが、10月11日の阪神タイガースとの天王山では右手薬指を骨折した長嶋に代わって途中から4番・三塁に入り、4回裏に江夏豊から反撃のきっかけとなる3ランを放ち存在感を示した。古巣・南海との日本シリーズでは、欠場の長嶋に代わり全5試合に三塁手として先発出場。南海先勝の後の第2戦（大阪）、同点の延長11回表に堀内恒夫のヒットで二塁からホームへ、野村にスライディングを見せて落球を誘い決勝点をもぎ取った。16打数3安打1打点の成績ながらV9達成に貢献した。
1974年は三塁手、二塁手として43試合に先発出場し、打撃も復活して活躍する。
1975年は、前年引退した長嶋に代わりサードのレギュラーと期待されたが、成績不振とデーブ・ジョンソンの入団により出番が減少。シーズン後半にジョンソンが故障して欠場した間は三塁手として起用されるが結果を残せず、レギュラー獲得には至らなかった。

#### 日本ハム時代
1976年に張本勲との交換トレードで高橋一三と共に日本ハムファイターズへ移籍。同年はシーズン後半に三塁手に定着し、5年振りに規定打席に到達してリーグ8位の打率.284を記録。
1977年には自己最高の打率.307（リーグ6位）と初めて3割越えを果たす。
1978年には古屋英夫の入団により二塁手、左翼手に回り、前年と同じく打率.307（リーグ8位）と3年連続ベストテン入りを記録する。
1979年も開幕から一番打者、左翼手に起用され、打率.280（リーグ26位）と活躍した。
歯に衣着せず思ったことははっきり言う性格の富田は最後は大沢啓二監督と衝突し、優勝争いをしていた1980年後期の8月中旬にスタメンから外され、規定打席に到達しなかった。

#### 中日時代
1981年に大学時代から仲の良い星野仙一の誘いもあり、井上弘昭との交換トレードで中日ドラゴンズへ移籍。同年は二塁手、三塁手として53試合に先発出場し、8月26日の巨人戦（後楽園）で加藤初から本塁打を打ち史上2人目の全球団から本塁打を記録。この日の先発は同期で六大学時代からのライバルである星野で、宇野ヘディング事件も発生している。
「若手のかませ犬になっても構わない」と決意するも、ヒザを痛めたうえ、その状態で代走に使われたことでまた首脳陣不信となる。ヒザの手術はしたが1982年は試合出場はなく、そのまま引退した。

### 引退後
引退後はテレビ東京・中京テレビ解説者を務める傍ら、『ビートたけしのスポーツ大将』（テレビ朝日）内で野球チーム「たけし軍」の助っ人として活躍するなどタレントとしても活動。その後は球界から遠ざかり、大阪で警備会社を経営し、年商1億円で100人近くの従業員を抱える実業家として成功を収めた。国際ロータリークラブ会員でもあった。
2015年5月26日、肺がんのため大阪市内の病院で逝去。68歳没。田淵、山本、星野、元法大監督の松永怜一、南海OBの上田卓三と堀井和人、法大の1年後輩である江本と山中、南海時代のコーチで二軍監督の鈴木孝雄、南海時代の同期生の市原稔、中日スカウトの中原勇一、フィギュアスケート選手（当時）の小塚崇彦など球界関係者ら約200人が参列。法名は釋勝力。遺骨は故人の意向で銀河ステージによる宇宙葬にされ、2019年6月25日に執り行われた。

## 選手としての特徴
中距離タイプで状況に応じた打撃が出来、守備も器用で内外野をこなし、カーブ打ちが得意だった。

## 詳細情報

### 年度別打撃成績
| 年 度      | 球 団      | 試 合 | 打 席 | 打 数 | 得 点 | 安 打 | 二 塁 打 | 三 塁 打 | 本 塁 打 | 塁 打 | 打 点 | 盗 塁 | 盗 塁 死 | 犠 打 | 犠 飛 | 四 球 | 敬 遠 | 死 球 | 三 振 | 併 殺 打 | 打 率 | 出 塁 率 | 長 打 率 | O P S |
| ---------- | ---------- | ----- | ----- | ----- | ----- | ----- | -------- | -------- | -------- | ----- | ----- | ----- | -------- | ----- | ----- | ----- | ----- | ----- | ----- | -------- | ----- | -------- | -------- | ----- |
| 1969       | 南海       | 75    | 195   | 175   | 25    | 43    | 7        | 4        | 6        | 76    | 19    | 9     | 4        | 0     | 0     | 18    | 0     | 2     | 31    | 5        | .246  | .323     | .434     | .757  |
| 1970       | 南海       | 130   | 572   | 505   | 95    | 145   | 21       | 5        | 23       | 245   | 81    | 9     | 3        | 1     | 1     | 61    | 0     | 4     | 93    | 9        | .287  | .368     | .485     | .853  |
| 1971       | 南海       | 109   | 409   | 374   | 58    | 102   | 22       | 2        | 13       | 167   | 35    | 12    | 3        | 4     | 0     | 30    | 1     | 1     | 50    | 9        | .273  | .328     | .447     | .775  |
| 1972       | 南海       | 85    | 329   | 292   | 32    | 72    | 15       | 4        | 5        | 110   | 31    | 16    | 6        | 1     | 5     | 28    | 1     | 3     | 25    | 9        | .247  | .314     | .377     | .691  |
| 1973       | 巨人       | 44    | 73    | 64    | 12    | 12    | 4        | 0        | 3        | 25    | 5     | 3     | 3        | 5     | 0     | 4     | 0     | 0     | 16    | 2        | .188  | .235     | .391     | .626  |
| 1974       | 巨人       | 122   | 267   | 226   | 42    | 60    | 10       | 2        | 6        | 92    | 27    | 3     | 2        | 13    | 1     | 26    | 0     | 1     | 41    | 4        | .265  | .350     | .407     | .757  |
| 1975       | 巨人       | 103   | 224   | 196   | 15    | 37    | 4        | 1        | 1        | 46    | 13    | 10    | 4        | 3     | 3     | 22    | 1     | 0     | 40    | 3        | .189  | .267     | .235     | .502  |
| 1976       | 日本ハム   | 104   | 429   | 387   | 42    | 110   | 22       | 1        | 10       | 164   | 44    | 7     | 3        | 2     | 2     | 38    | 1     | 0     | 62    | 10       | .284  | .347     | .424     | .770  |
| 1977       | 日本ハム   | 113   | 472   | 414   | 55    | 127   | 21       | 6        | 9        | 187   | 59    | 9     | 3        | 2     | 8     | 45    | 0     | 3     | 34    | 3        | .307  | .372     | .452     | .824  |
| 1978       | 日本ハム   | 108   | 433   | 375   | 49    | 115   | 19       | 2        | 9        | 165   | 34    | 12    | 5        | 7     | 1     | 50    | 1     | 0     | 46    | 7        | .307  | .387     | .440     | .827  |
| 1979       | 日本ハム   | 128   | 557   | 485   | 76    | 136   | 28       | 3        | 12       | 206   | 61    | 23    | 6        | 4     | 5     | 62    | 1     | 1     | 55    | 7        | .280  | .360     | .425     | .785  |
| 1980       | 日本ハム   | 90    | 343   | 300   | 39    | 72    | 13       | 3        | 7        | 112   | 29    | 12    | 3        | 1     | 3     | 37    | 0     | 2     | 44    | 10       | .240  | .325     | .373     | .698  |
| 1981       | 中日       | 92    | 255   | 235   | 21    | 56    | 8        | 1        | 3        | 75    | 13    | 1     | 2        | 10    | 2     | 8     | 0     | 0     | 29    | 10       | .238  | .261     | .319     | .580  |
| 通算：13年 | 通算：13年 | 1303  | 4558  | 4028  | 561   | 1087  | 194      | 34       | 107      | 1670  | 451   | 126   | 47       | 53    | 31    | 429   | 6     | 17    | 566   | 88       | .270  | .340     | .415     | .755  |

- 各年度の太字はリーグ最高

### 記録
初記録
- 初出場：1969年4月13日、対ロッテオリオンズ2回戦（東京スタジアム）、9回裏に三塁手として出場
- 初安打：1969年4月23日、対東映フライヤーズ1回戦（大阪スタヂアム）、9回裏に上田卓三の代打として出場、高橋直樹から遊撃内野安打
- 初打点：1969年5月3日、対阪急ブレーブス4回戦（大阪スタヂアム）、5回裏に村上雅則の代打として出場、梶本隆夫から適時二塁打
- 初先発出場：1969年5月15日、対近鉄バファローズ4回戦（日生球場）、9番・遊撃手として先発出場
- 初本塁打：1969年8月10日、対近鉄バファローズ17回戦（日生球場）、6回表に岡田光雄から左越ソロ

節目の記録
- 1000試合出場：1979年4月16日、対西武ライオンズ前期3回戦（西武ライオンズ球場）、1番・左翼手として先発出場　※史上206人目
- 100本塁打：1980年6月26日、対阪急ブレーブス前期12回戦（阪急西宮球場）、1回表に関口朋幸からプレーボールを左中間へ先頭打者本塁打　※史上113人目
- 1000本安打：同上、7回表に関口朋幸から左前安打　※史上117人目

その他の記録
- 全球団から本塁打：1981年8月26日、対読売ジャイアンツ19回戦（後楽園球場）、5回表に加藤初から右越ソロ　※史上2人目
- オールスターゲーム出場：2回（1970年、1978年）

### 背番号
- 5 （1969年 - 1972年）
- 25 （1973年 - 1975年）
- 3 （1976年 - 1982年）

## 著書
- 富田勝『攻撃野球　技術と練習法 (Sports Lesson Series)』成美堂出版、1989年5月1日。ISBN 9784415012223。
- 富田勝『試合に勝つ野球　技術と練習法 (Sports Lesson Series)』成美堂出版、1997年8月。ISBN 9784415013206。

## 関連情報

### 出演番組
テレビ東京
- ALWAYS Baseball - 出演していたテレビ東京のプロ野球中継の現行タイトル。

中京テレビ
- DRAMATIC BASEBALL - 出演していた日本テレビ系列のプロ野球中継の現行タイトル。
- 夢のドラゴンズ生放送 - 1985年度出演。
- ドラゴンズ・ノート - 富田将央名義で出演。

テレビ朝日
- ビートたけしのスポーツ大将